# Чебан, Николай
Никола́й Чеба́н (рум. Nicolae Ceban; род. 30 марта 1986, Суворово, Молдавская ССР) — молдавский борец вольного стиля. Мастер спорта международного класса Молдавии.

## Биография
Борьбой начал заниматься в 1999 году. С 2007 года входит в состав сборной Молдавии по борьбе. Участник Олимпийских игр 2008, 2012 и 2016 годов. Наивысшим достижение Чебана являются бронзовые медали с Чемпионатов Европы 2011 и 2014 годов.
Был знаменосцем Молдавии на церемонии открытия Олимпийских игр 2016 года в Рио-де-Жанейро.